# (19436) Marycole
(19436) Marycole (1998 FR76) – planetoida z pasa głównego asteroid okrążająca Słońce w ciągu 3,9 lat w średniej odległości 2,48 j.a. Odkryta 24 marca 1998 roku.